# Treball
Treball fue un diario surgido el 21 de julio de 1936, apenas empezada la guerra civil española, y editado por el Partido Socialista Unificado de Cataluña (PSUC). Se convirtió de hecho en el órgano oficial del PSUC. Durante la dictadura franquista, fue publicado clandestinamente primero desde el interior, en España, y después desde Francia, ya en forma de revista. A lo largo de su historia ha sido editado íntegramente en catalán.
Contemporáneamente se mantiene como revista oficial de Iniciativa por Cataluña Verdes.

## Historia
Fue fundado por el comité de enlace del que saldría el PSUC, fruto de la unión de cuatro partidos (Unió Socialista de Catalunya, Partit Comunista de Catalunya, Partit Català Proletari y la Federación Catalana del PSOE). El diario publicó su primer número el 21 de julio de 1936, tres días después del inicio de la guerra civil española. Apareció con el subtítulo Diari dels treballadors de la ciutat i del camp y Òrgan central del Partit Socialista Unificat de Catalunya (adherit a la Internacional Comunista).
Treball se imprimió en los talleres requisados al diario católico El Matí, vinculado a Unión Democrática de Cataluña,  desde el primer día y actuaba como medio de comunicación portavoz del PSUC, factor que determinaba su estilo. En la obra “Catàleg de 200 anys de premsa”, dirigida por el periodista y escritor Josep Maria Huertas, se le define como una publicación “con todos los defectos de un diario oficial de partido y más en tiempos de guerra”. Durante los años que duró la contienda, ofrecía información puntual de lo que sucedía, con un tono apasionado y buscando la implicación de los militantes, que eran quienes vendían los ejemplares del diario por los pueblos. 
La primera fase de la publicación duró dos años y medio y contó también con la colaboración de la célula de dibujantes del PSUC, surgida de la escisión del Sindicato de Dibujantes Profesionales, en la área gráfica. En este sentido colaboraron artistas como Goñi, Guasp i Tona, Tísner o Subirats entre otros. El último número salió a la venta el 25 de enero de 1939. Con la llegada de las tropas franquistas a Barcelona, Treball cesó su actividad, tras ser una de las publicaciones de más tirada en la Ciudad Condal durante la guerra, junto con La Vanguardia y La Humanitat.
Un grupo de militantes del PSUC encarcelados en la Modelo, entre los cuales se encontraba Josep Solé, intentaron reavivar la revista. Lo consiguieron en 1945; aprovechando el descontrol que reinaba en la cárcel, imprimieron unos cuántos números en la imprenta. Fue en forma de revista y con periodicidad mensual. Posteriormente, se publicó, siempre de forma clandestina, en un taller de Poble-Sec. La tirada era de unos 3 000 ejemplares que se repartían por toda Cataluña, y con una línea editorial fiel a su concepción original, hasta ser descubierta la imprenta por parte de la policía, en 1947, y que acabó con la detención de los responsables entre los cuales se encontraba el director de la revista Joaquim Puig. Fue fusilado por el régimen el 17 de febrero de 1949, debido a su militancia comunista, junto con Ángel Carrero Sancho, Pere Valverde Fuentes y Numen Mestre Ferrando, los cuatro miembros de la Agrupació Guerrillera de Catalunya. Antes de su fusilamiento, había sido sustituido como director de Treball por Josep Raventós.
Bajo la dirección de Raventós se recuperó la revista, con la colaboración del impresor Antoni Ara, con carácter marcadamente comunista, contundentemente contrario a la Dictadura del general Francisco Franco, mantenía la hoz y el martillo como símbolo en la cabecera junto al título de la publicación. La detención de ambos en 1951 abortó de nuevo su publicación. Posteriormente, y todavía durante la dictadura, Treball se mantuvo en la clandestinidad, pero ya coordinada desde Francia: primero bajo la dirección de Francesc Vicens a partir de 1959, y con Josep M. Cendrós y Leonor Bornau desde 1962. El año 1972 marcó el inicio de la bimensualidad de la publicación, con Joaquim Sampere como director. No fue hasta el 11 de octubre de 1976, coincidiendo con la edición 450, que Treball pasó a publicarse con una periodicidad semanal. En abril del 1977, con Joan Busquets ya al frente, se volvió a vender en los quioscos, coincidiendo con la legalización del PSUC; seguía siendo el diario oficial del partido, como lo demuestra el subtítulo en la cabecera “Òrgan central del Partit Socialista Unificat de Catalunya” (“Órgano central del Partido Socialista Unificado de Cataluña”) junto a la consigna  “Proletaris de tots els països: uniu-vos!” (“Proletarios de todos los países: uníos!”), que había aparecido invariablemente desde el año 1936.
El año 2001, Iniciativa por Cataluña Verdes, la federación política fundada en 1987 bajo el impulso del PSUC, recuperó el histórico nombre para su propia revista: se mantuvo el nombre junto al epíteto “La Revista d’Iniciativa per Catalunya Verds” (“La Revista de Iniciativa por Cataluña Verdes”). Dispone de una doble versión, en papel impreso y en versión digital, y desde marzo de 2010 empezó a publicarse bajo la licencia Creative Commons.